# Brian Tracy
Brian Tracy (ur. 1944 w Charlottetown) – kanadyjski pisarz i twórca e-booków z dziedziny rozwoju osobistego i psychologii sukcesu.
Wiele z jego publikacji znalazło się na liście światowych bestellerów. Brian Tracy jest zaliczany do najlepszych mówców zawodowych na świecie. W trakcie swojej kariery przemawiał do ponad ćwierć miliona ludzi podczas ponad 5 000 seminariów odbywających się na terenie Stanów Zjednoczonych, Europy, Azji i Australii.
Do jego słuchaczy zaliczają się przedsiębiorstwa z rankingu „Fortune 500”, jak również firmy i stowarzyszenia różnej wielkości. Jego prezentacje i seminaria dotyczące przywództwa, sprzedaży i strategii biznesowych odbywają się w wielu krajach świata. Obecnie jest prezesem Brian Tracy International z siedzibą w Kalifornii.

## Książki
Brian Tracy jest autorem kilkudziesięciu książek przetłumaczonych na kilkadziesiąt języków. Porusza w nich zagadnienia związane z ekonomią, filozofią, psychologią, marketingiem, samorozwojem oraz wyznaczaniem celów osobistych i zawodowych. Jako publikacje książkowe zostały wydane również niektóre jego programy treningowe (np. Psychologia sprzedaży), wydawane wcześniej w formie audio oraz wideo. Ważne miejsce w jego publikacjach zajmują sprawy dotyczące motywacji oraz psychologii osiągnięć.
Temat wychodzenia z prokrastynacji oraz samomotywacji został poruszony i rozwinięty w wydanej w 2001 roku książce Zjedz tę żabę!. Podzielona na 21 rozdziałów publikacja daje wskazówki jak skutecznie zrealizować działania przez m.in. dzielenie dużych zadań na mniejsze części, wydzielanie czasu na specjalne zajęcia oraz ustalanie odpowiednich priorytetów. Autor odnosi się do Zasady Pareto. Nowe wydania książki zawierają również odniesienia do zmian technologicznych spowodowanych pojawieniem się smartfonów oraz stałym dostępem do internetu.

## Życie osobiste
Brian Tracy ze swoją żoną Barbarą mają czworo dzieci. Brian ma trzech braci Robina, Dalmara i Paula, którym dedykował książkę Million Dollar Habits.

## Publikacje
- Maximum Achievement: Strategies and Skills That Will Unlock Your Hidden Powers to Succeed (1993) ISBN 0-671-86518-8
- Advanced Selling Strategies: The Proven System of Sales Ideas, Methods, and Techniques Used by Top Salespeople Everywhere (1995) ISBN 0-684-82474-4
- The Psychology of Selling: The Art of Closing Sales (1995) ISBN 978-0-7435-2069-0
- Jones and the Salesman (1999)
- The 100 Absolutely Unbreakable Laws of Business Success (2000) ISBN 1-57675-126-0
- The 21 Success Secrets of Self-Made Millionaires: How to Achieve Financial Independence Faster and Easier Than You Ever Thought Possible (2001) ISBN 1-58376-205-1
- Eat that Frog: 21 Ways to stop Procrastination and get More Done in Less Time (2001) ISBN 1-58376-202-7
- Get Paid More and Promoted Faster (2001) ISBN 1-58376-207-8
- Focal Point (2001) American Management Association ISBN 0-8144-7278-8
- Victory!: Applying the Proven Principles of Military Strategy to Achieve Success in Your Business and Personal Life (2002) ISBN 0-8144-0750-1
- Be a Sales Superstar: 21 Great Ways to Sell More, Faster, Easier in Tough Markets (2002) ISBN 1-57675-175-9
- Create Your Own Future: How to Master the 12 Critical Factors of Unlimited Success (2002) ISBN 0-471-25107-0
- Goals!: How To Get Everything You Want–Faster Than You Ever Thought Possible (2003) ISBN 978-1-57675-235-7
- Turbostrategy: 21 Powerful Ways to Transform your Business and Boost Your Profits Quickly (2003) ISBN 0-8144-7193-5
- Change Your Thinking, Change Your Life (2003) ISBN 0-471-44858-3
- Getting Rich Your Own Way: Achieve All Your Financial Goals Faster Than You Ever Thought Possible (2004) ISBN 0-471-65264-4
- Time Power: A Proven System for Getting More Done in Less Time Than You Ever Thought Possible (2004) American Management Association ISBN 0-8144-7247-8
- Something for Nothing: The All-Consuming Desire that Turns the American Dream into a Social Nightmare (2005) ISBN 1-59555-038-0
- The Power of Charm: How to Win Anyone over in Any Situation (2006) American Management Association ISBN 0-8144-7357-1
- Crunch Point: The 21 Secrets to Succeeding When It Matters Most (2006) American Management Association ISBN 978-0-8144-7371-9
- Flight Plan: The Real Secret of Success (2008) ISBN 1-57675-497-9

Wydania książkowe w Polsce:
- Przemiana. Jak sprawić by reszta Twojego życia była jeszcze lepsza (2011) Wydawnictwo MT Biznes ISBN 978-83-61732-38-9
- Mów i zwyciężaj. Jak perswazyjnie prezentować w każdej sytuacji Wydawnictwo MT Biznes ISBN 978-83-61732-42-6
- Jak przewodzą najlepsi liderzy. Sprawdzone sposoby i sekrety, jak wydobyć maksimum z siebie i innych Wydawnictwo MT Biznes ISBN 978-83-61732-46-4
- Droga do bogactwa. Rozpocznij podróż... do spełnienia przedsiębiorczych ambicji Wydawnictwo MT Biznes ISBN 978-83-62195-07-7
- Psychologia sprzedaży. Podnieś sprzedaż szybciej i łatwiej, niż kiedykolwiek uznawałeś za możliwe Wydawnictwo MT Biznes ISBN 978-83-62195-11-4
- Zjedz tę żabę. Wydanie drugie rozszerzone i uzupełnione. 21 metod podnoszenia wydajności w pracy i zwalczania skłonności do zwlekania Wydawnictwo MT Biznes ISBN 978-83-62195-77-0
- Droga do bogactwa w działaniu. Podróż trwa. Budowanie firmy o wysokiej rentowności. Wydawnictwo MT Biznes ISBN 978-83-61732-10-5
- Plan lotu. Prawdziwy sekret sukcesu Wydawnictwo MT Biznes ISBN 978-83-61040-43-9
- Wzbogać się na swój własny sposób Wydawnictwo MT Biznes ISBN 978-83-61040-53-8
- Zarabiaj więcej i awansuj szybciej. 21 sposobów na przyspieszenie kariery Wydawnictwo MT Biznes ISBN 978-83-88970-98-6
- Zostań Supersprzedawcą. 21 świetnych sposobów, aby sprzedawać więcej, szybciej i łatwiej Wydawnictwo MT Biznes ISBN 978-83-88970-12-2
- Sztuka zatrudniania najlepszych. 21 praktycznych i sprawdzonych technik do wykorzystania od zaraz Wydawnictwo MT Biznes ISBN 978-83-61040-18-7
- Nie tłumacz się, działaj! Odkryj moc samodyscypliny Wydawnictwo HELION, Gliwice, ISBN 978-83-246-2852-0